# فابيانا سانتوس
فابيانا سانتوس هي متزلجة جماعية برازيلية، ولدت في 3 نوفمبر 1983 في سانت أندري في البرازيل.

## وصلات خارجية
- فابيانا سانتوس على موقع أوليمبيديا (الإنجليزية)